# Roberto Cipelli
Roberto Cipelli (* 6. August 1958) ist ein italienischer Jazzpianist.

## Leben und Wirken
Cipelli hatte ab elf Jahren Unterricht am Konservatorium Giuseppe Verdi in Mailand. Nachdem er 1975 den Jazz für sich entdeckt hatte, gründete er mit dem Gitarristen Riccardo Bianchi das Quartetto Jazz Cremona. 1979/80 studierte er bei Franco D’Andrea in Parma und Siena. Ab Mitte der 1980er-Jahre war er Mitglied des Paolo Fresu Sextetts (Ostinato); mit Fresu, Tino Tracanna, Marco Micheli und Manhu Roche spielte er 1988 sein Debütalbum Moona Moore ein. Im folgenden Jahrzehnt arbeitete er u. a. mit Tiziana Ghiglioni, Sheila Jordan und im E.S.P. Trio (mit Attilio Zanchi und Gianni Cazzola).  Ferner arbeitete er mit Tanz- und Theatergruppen zusammen, außerdem schrieb und spielte er Musik für Film-Soundtracks ein. Er unterrichtete Piano, Harmonielehre und Ensemblespiel in Nuoro, Mailand, Bologna und Cremona, außerdem Jazzpiano am Melbourne Conservatory of Music. Seit 1996 unterrichtet er Jazz an der Städtischen Musikschule Monteverdi in Cremona. Im Bereich des Jazz war er zwischen 1985 und 2013 an 53 Aufnahmesessions beteiligt.

## Diskographische Hinweise
- Market Square (Splasc(h), 1994), mit Tino Tracanna, Furio Di Castri, Francesco Petreni
- E.S.P. Trio: A Reason to Believe (Philology, 1999)
- Roberto Cipelli, Paolo Fresu, Philippe Garcia, Gianmaria Testa, Attilio Zanchi F. à Léo (2007)